# Локон Медузы
«Локон Медузы» (англ. Medusa’s Coil) — рассказ американского писателя Говарда Филлипса Лавкрафта и Зелии Бишоп, написанный в мае 1930 года. Впервые был опубликован в журнале «Weird Tales» в январе 1939 года, через два года после смерти Лавкрафта. История касается сына владельца американской плантации, который привозит из Парижа новую жену. В нем смешаны элементы мифов Лавкрафта о Ктулху с древнегреческим мифом о Медузе.

## Сюжет
Рассказчик, чем имя не называется, направляется на машине в Кейп-Жирардо, штат Миссури, но теряется в незнакомой сельской местности. На пути ему встречается полузаброшенный дом, где живет старик Антуан де Русси. Антуан приглашает его в дом и начинает рассказывать историю этого дома, который он вынужден охранять. Местные жители боятся этого места и земель Риверсайд (англ. Riverside). В 1816 году тут проживало до двухсот темнокожих сельчан (теперь эта территория была залита рекой). Они пели по ночам и играли на банджо, что придавало особое очарование этим краям.
В 1885 году Антуан женился и вскоре у него родился сын Дениc. Повзрослев Денис увлекся идеей приобщения к французским истокам их рода и уехал в Сорбонну, Париж. Там, Денис познакомился с Фрэнком Маршем и вместе они стали участниками тайного культа древнеегипетской и карфагенской магии, где они изучали тайны Зимбабве, мертвых городов атлантов, а также из области Хаггар в пустыне Сахара. Их вера была основана на легенде о змеях и «обрядах змеиных волос» — подобно, мифам эпохи Птолемея о Беренике и локонах Медузы.
Денис увлекся главой культа, женщиной по имени Марселин. В 1916 году он женился и привез её домой. Антуан и слуги нашли Марселин красивой, но странно отталкивающей. Она заплетала косички и, словно, гипнотизировала взглядом. Марселин говорила с ведьмой Софонисбой о Ктулху, Шуб-Нигурат, «тайнах Старцев», «Неведомом Кадате» и племени Н'бангу (англ. N’bangus).

Однажды Фрэнк Марш приехал в гости из Парижа. Между ним и Марселин возникла симпатия. Френк предложил написать портрет Марселин, который отобразит в ней сущность из Иного мира, потому что он «помнил как 75000 лет назад Древние снизошли на Землю через храмы Танит в землях Зимбабве». Когда Денис поехал в город, Фрэнк приступил к работе. Внезапно Денис вернулся домой и обнаружил жену позирующую обнаженной для его лучшего друга, после чего началась драка, но не из ревности, а самого изображения. Именно тогда впервые была показана картина, раскрывающая правду о том, кем на самом деле являлась Марселин:
Это тайна из времен Ктулху и Старцев, что была почти стерта, когда погрузилась в океан Атлантида, но сохранилась в традициях, мифах и запретных ритуалах. Этот культ и правда существует, как старая, отвратительная тень того, что философы не смеют упоминать — то, на что намекает «Некрономикон» и отображено в символической форме колоссов острова Пасхи. Марселин была изображена нагой, не считая жуткого черного покрова распущенных волос. Она полусидела-полулежала на некоем подобии скамьи, украшенной причудливыми резными узорами, не принадлежащими ни к одному известному стилю искусства. В руке она держала чудовищной формы кубок, из которого лилась неясного цвета жидкость. Не понятно находилась она внутри или снаружи помещения, а циклопические своды были высечены из камня или дерева, покрытого поганками. Геометрия пространства была безумная — беспорядочное смешение острых и тупых углов. Вокруг плясали на шабаше черные косматые существа, — они сочетали в себе черты козла, голову и три лапы крокодила, а также ряд щупальцев на спине, — и плосконосые эгипаны, которые танцевали на начерченных знаках, что египетские священники называли проклятыми! Этот пейзаж был задолго до Египта, Атлантиды, Му и Лемурии. Это и был Р'льех, построенный существами не с нашей планеты, которые свободно дышали там под водой.

Денис в ужасе убил Марселин, а после обнаружил, что «жуткие локоны грубых черных волос продолжали извиваться сами по себе и обвились вокруг шеи Френка, как питон, убив его». Эта гнусная змея обхватила его, словно, вся ненависть женщины-демона была в ней. Денис признался во всем отцу, а потом покончил с собой. Антуан похоронил тела в подвале, засыпав их известью, в том числе и клубок волос. Теперь локоны Медузы держат тут старика и он хранит картину, опасаясь мести жутких существ. Ведь, с тех пор «Она и эти волосы выползают из могилы». Антуан подошел к концу своей истории и показал гостю картину:
Эти своды и колонны ада, где происходили Черные мессы и шабаш ведьм... её струящиеся черные волосы покрывали гниющее тело, но сами нисколько не испортились. В этих вязких, волнообразных, маслянистых, изгибающихся кольцах темной змеи не было ничего человеческого. Мерзкая независимая жизнь утверждала себя в каждом неестественным скручивании и сворачивании, и впечатление от её волос было как от бесчисленных голов рептилий, слишком яркое, чтобы оказаться иллюзией.
Рассказчик стреляет из пистолета в картину, — что, по словам старика, высвобождает проклятье и теперь «Она и волосы выйдут из могилы!». Рассказчик бежит к машине и уезжает как раз в тот момент, когда дом охватило пламя. Через несколько миль он встретил фермера, который заявил, что старик сам влюбился в девушку и убил сына, а затем странным образом исчез, когда дом сгорел «пять или шесть лет назад». С тех пор рассказчик с ужасом вспоминает портрет:
Проклятая Горгона или Ламия имела призрачное, туманное, но заметное для глаз гения родство со своей почитательницей из Зимбабве ибо Марселина, в обманчиво незначительной пропорции тоже оказалась негритянкой.

## Персонажи
Рассказчик — путешественник, который занимался сбором генеалогической информации, ценитель мистики.
Антуан де Русси (англ. Antoine de Russy) — истощенный старик с больной спиной и мелодичным голосом. В нем угадывался южанин, он был представитель древнего знатного рода плантаторов штата Луизиана. Более ста лет назад его дед основал плантацию. Учился в школе Луизианы и Принстон. В 1885 году женился на отдаленной кузине, которая умерла при родах. Знал отца Френка Марша. Его род брал начало от Крестовых походов. Принимал опиум от боли в спине.
Денис де Русси (англ. Denis de Russy) — романтичный молодой парень, преисполненный высоких понятий. Темноволосый, высокий, худощавый, с решительным характером, человек чести и доблести. Обладал редким чувством благородства и высоты духа. В нем ощущался дух патриция. Учился в школе Луизианы и Медицинской школе Гарварда. Жил в Париже на улице Сен-Жак.
Марселин Бедар (англ. Marceline Bedard) — красива, около двадцати лет, среднего роста, довольно тонкого и изящного телосложения. В ней ощущалась породистость, но кажется, что хорошая кровь в ней подверглась когда-то некоторым нарушениям. В ее фигуре, осанке и пластике было нечто тигриное. Темно-оливковый цвет кожи напоминал старую слоновую кость, а ее большие глаза были очень темными. Черты ее лица были мелкими и классически правильными, хотя и не столь совершенными. Очень сдержанна, в ее позе была немалая доля показной строгости и набожности. Утверждала, что она дочь Маркиза де Шамо (англ. Marquis de Chameaux). Ранее была моделью и художником любителем. Стала главой культа в Париже. Некоторое время жила в Вест-Индии, на Мартинике. Никто, как она, не использовал столько косметики для прихорашивания — масла для волос, мазей и прочего. Называла себя Танит-Исида (англ. Tanit-Isis). Денис назвал её Дьяволица (англ. She-daemon). Владела гипнозом. 
У неё были косички самых необычных черных волос. Смотанные в локоны, они придавали ей облик какой-нибудь восточной принцессы в рисунках Обри Бёрдсли. Свисая с ее затылка, они опускались значительно ниже колен и сияли на свету, будто, обладая самостоятельной, странной жизнью. Волосы двигались сами по себе и стремились упорядочиться в виде отчетливых связок или прядей, но возможно, это было иллюзией. Она постоянно заплетала волосы и имела в этом какой-то особый навык. Складывалось впечатление, что волосы были живым существом, о котором она должна была заботиться очень необычным способом. Ее вид вызывал мысли о Вавилоне, Атлантиде и Лемурии, об ужасных забытых силах старых миров; ее глаза порой казались какой-то безобразной лесной твари или животной богини, слишком древней, чтобы принадлежать человечеству; а ее волосы — эти плотные, экзотически разросшиеся локоны маслянисто-черного цвета — вызывали такую же дрожь, как большой черный питон.
Фрэнк Марш (англ. Frank Marsh) — художник из Нового Орлеана, джентльмен, учился в академии Сен-Клер. Маленького роста, светловолосы, синеглазы, с нерешительным подбородком. Обращали на себя внимание следы воздействия спиртных напитков и еще чего-то, проявляющиеся в веках, расширенном носе и темных линиях вокруг рта. Превосходный собеседник, очень непосредственный и деятельный, эрудирован, имел много задатков. Истинное олицетворение бульварных девяностых, вылитый Дюрталь или на Дезэссент (герои произведений Гюисманса). Когда он видел — или создавал — его зрачки расширялись чуть не до полного исчезновения светлой радужной оболочки, и глаза казались таинственными черными провалами на тонком, безвольном, мертвенно-бледном лице — черными провалами, ведущими в странные миры, недоступные нашему воображению. Семья Марш описана в повести «Тень над Иннсмутом».

### Второстепенные персонажи
- Старая Софонисба (англ. Old Sophonisba) — очень старая, морщинистая зулусская женщина, вождь негритянского племени. Почитала Марселин и делилась с ней тайными знаниями. Узнав о смерти Марселин, она кричит: Йа! Йа! Шуб-Ниггурат! Йа-Р'льех! Н'гаги н'булу бвана н'лоло! Йа, йо, бедная Миссис Танит, бедная Миссис Исид! Марсе Клулу, появись из воды и забери свою дочь - она умерла! У волосы больше нет хозяйки! Марсе Клулу. Старая Софи, она знает! Старая Софи, она получила черный камень из Большого Зимбабве в старой Африке! Старая Софи, она танцевала в лунном свете вокруг камня крокодила до того, как Н'банга поймали ее и продали на корабль, перевозящий людей! Нет больше Танит! Нет больше Изиды! Нет больше женщины-ведьмы, чтобы поддержать огонь в большом каменном месте! Йа, йо! Н'гаги н'булу бвана н'лото! Шуб-Ниггурат!
- Старый Сципион, Сара, Мери, Далила (англ. old Scipio, Sarah, Mary, Delilah) — прислуга в доме из Африки.
- Маккейб (англ. McCabe) — шофер.
- Джим Феррис (англ. Jim Ferris) — фермер.

## Вдохновение
Это последнее из трех произведений, которые Лавкрафт написал в сотрудничестве с Зелией Бишоп, остальные — «Проклятье Йига» и «Курган».
В рассказе упоминаются существа из древнегреческой мифологии: Горгона, Ламия, Береника. Лавкрафт часто создавал существ, похожих на изображения в античной литературе.
В рассказе упоминается Кларк Эштон Смит вместе с именами художников: Фюссли, Гойе, Сайм, Рембрандт; а также поэты Рембо, Бодлер, Лотреамон.
Томас Лиготти написал похожий рассказ «Медуза».

## Критика
Некоторые критики указывают на расистские элементы в рассказе, особенно в последнем разоблачением Марселин, которое призвано стать кульминацией ужаса в произведении. Эти и другие расистские детали могли быть неотъемлемой частью изначального черновика, вокруг которого Лавкрафт добавил элементы «Мифов Ктулху».
Когда Август Дерлет опубликовал этот рассказ в сборнике 1944 года, то он изменил последнюю строчку на: «хотя и в обманчиво незначительной степени, Марселин была отвратительной, зверской тварью, а ее предки прибыли из Африки».

## «Мифы Ктулху»
В 1930 году, во время написания «Локон Медузы», Лавкрафт писал повесть «Шепчущий во тьме», где описаны инопланетяне, Древние боги, Р'льех, Юггот, черный камень и прочие элементы из его произведений. Рассказ был опубликован через  девять лет, поэтому в него были добавлено упоминание сущностей из последующих произведений Лавкрафта: Старцев, Глубоководных, Шуб-Ниггурат.
Лавкрафт часто описывает представителей разных народов мира и их связь с жителями Страны снов. В рассказе «Карающий Рок над Сарнатом» описаны темнокожие кочевники и люди из «Мира яви». В рассказе «Ужас в Ред Хуке» говорится о родстве людей с Восточной внешностью и кочевников из Страны снов. В 1927 году Лавкрафт начал работать над повестью «Сомнамбулический поиск неведомого Кадата», где говорится, что люди с Восточной внешностью являются потомками богов, а темнокожие невольники Ньярлатхотепа являются внеземными существами.
В рассказе упоминаются: Вавилон, Египет, Карфаген, Атлантида, Му, Лемурия — об этих мифических местах писали писатели, с которыми Лавкрафт обменивался ссылками в своих произведениях.